# Psoralea virens
Psoralea virens är en ärtväxtart som beskrevs av William Vincent Fitzgerald. Psoralea virens ingår i släktet Psoralea och familjen ärtväxter. Inga underarter finns listade i Catalogue of Life.